# 星田三平
星田 三平（ほしだ さんぺい、1913年2月2日 - 1963年5月31日）は日本の探偵小説家。『新青年』などの雑誌に短編を発表した。代表作に「せんとらる地球市建設記録」「エル・ベチョオ」など。本名は飯尾 傳（いいお つとう）。

## 経歴
愛媛県松山市出身。
1930年（昭和5年）に『新青年』の懸賞小説に3等入選した「せんとらる地球市建設記録」を、改稿の後に『新青年』夏期増刊号で発表しデビュー。以後、短編を散発的に発表するが、1933年（昭和8年）発表の「もだん・しんごう」を最後に沈黙。その後、太平洋戦争時の空襲で蔵書や草稿を失ったこともあり、小説界からは完全に離れた生活を送った。
1963年（昭和38年）5月31日に死去。50歳。

## 主な著作
- 『せんとらる地球市建設記録』
- 『探偵殺害事件』
- 『落下傘嬢殺害事件』
- 『ヱル・ベチヨオ』
- 『米国の戦慄』
- 『もだん・しんごう』
- 『偽視界』 (ぷろふいる二巻一〇号(昭和9年10月))